# 趙郡
趙郡（ちょう-ぐん）は、中国にかつて存在した郡。漢代から唐代にかけて、現在の河北省邯鄲市一帯に設置された。

## 概要
秦のとき、邯鄲郡が立てられた。
紀元前203年（高帝4年）、張耳が趙王となり、邯鄲郡・鉅鹿郡・常山郡を管轄する趙国が置かれた。紀元前198年（高帝9年）、代王劉如意が趙王となり、趙国が代国を兼領した。紀元前194年（恵帝元年）、趙王劉如意が呂太后の命で毒殺され、淮陽王劉友が趙王となった。紀元前181年（呂后7年）、趙王劉友が自殺すると、梁王劉恢が趙王となった。同年、劉恢が自殺すると、呂禄が趙王となった。紀元前180年（呂后8年）、呂后が死去し、文帝が即位すると、呂禄は殺され、趙国は除かれた。紀元前179年（文帝元年）、劉友の子の劉遂が趙王となり、趙国が再び立てられた。紀元前178年（文帝2年）、劉遂の弟の劉辟彊が河間王となり、河間国が分置された。紀元前154年（景帝3年）、呉楚七国の乱が鎮圧されると、趙国は除かれ、邯鄲郡・鉅鹿郡・清河郡・常山郡・中山国が置かれた。紀元前152年（景帝5年）、景帝の子の広川王劉彭祖が趙王となり、邯鄲郡北部に趙国が置かれた。
前漢の趙国は冀州に属し、邯鄲・易陽・柏人・襄国の4県を管轄した。王莽のとき、桓亭郡と改称された。
29年（建武5年）、広陽王劉良が趙王となり、再び趙国が置かれた。後漢の趙国は邯鄲・易陽・柏人・襄国・中丘の5県を管轄した。213年（建安18年）、趙王劉珪が博陵王となると、趙国は除かれ、趙郡が立てられた。
232年（太和6年）、鉅鹿王曹幹が趙王となり、趙国が立てられた。
277年（咸寧3年）、司馬倫が趙王となり、趙国が立てられた。晋の趙国は平棘・房子・元氏・高邑・柏人・中丘・平郷・下曲陽・鄡の9県を管轄した。
北魏のとき、趙郡は殷州に属し、平棘・房子・元氏・高邑・欒城の5県を管轄した。
北斉のとき、殷州は趙州と改称され、趙郡は趙州に属した。
583年（開皇3年）、隋が郡制を廃すると、趙郡は廃止され、趙州に編入された。596年（開皇16年）、欒州が置かれた。605年（大業元年）、趙州に統合された。607年（大業3年）、州が廃止されて郡が置かれると、趙州は趙郡と改称された。趙郡は平棘・高邑・賛皇・元氏・廮陶・欒城・大陸・柏郷・房子・藁城・鼓城の11県を管轄した。
618年（武徳元年）、張志昂が唐に降ると、趙郡は趙州と改められた。742年（天宝元年）、趙州は趙郡と改称された。758年（乾元元年）、趙郡は趙州と改称され、趙郡の呼称は姿を消した。